# Кантакузинова летопис
Кантакузиновата летопис датира от последното десетилетие на XVII век и представлява първото систематично представяне /свод/ на средновековната влашка държавност. 
Историописът носи легендарен характер и още от XIX век, като обект на информация за историята на Влахия (1290-1690), предизвиква разгорещени исторически дебати и спорове. Всъщност кантакузиновата летопис е компилативна литературна хроника имаща за цел да представи благоприятно в очите на четящия - управлението на династията Кантакузино. С идването на власт на Щербан I Кантакузин, летописът се преписва и разпространява свободно сред поданиците.
Летописът обхваща период от около 400 години, но се подразделя на две - първите 370 години и последните 30 години, което подсказва че корпуса му е съставен около 1660 г., т.е. непосредствено след управлението на Матей Басараб. Изследователите на тази летопис са на мнение, че е компилация между загубената анонимна хроника на управлението на Матей Басараб и още една анонимна хроника от средата на XVII век. Летописът е запазен в многобройни различаващи се помежду си преписи, което затруднява критическото му изследване.